# Lecároz
Lecároz (Lekaroz en euskera y oficialmente) es una localidad de Baztán, en Navarra (España). Comprende los distritos de Aroztegia, Huarte y Oharriz.

## Datos básicos
- En 2016 tenía 330 habitantes.[1]
- El pueblo cuenta con una escuela ("ikastetxea").

## Patrimonio arquitectónico
- Escuela - Kaputxinotarren Aholku Onaren ikastetxea o Lekarozko ikastetxea, construida en 1888.
- Palacios del siglo XVI y XVIII.
- Perurena baserria, caserío de Perurena.
- Ermita de san Marcial.

## Fiestas
Cada 24 de agosto se celebran las fiestas de san Bartolomé.

## Hijos ilustres
- Agustín de Jáuregui (1711-1784), militar.
- Lino Plaza (1939-2009)
- Juan María Amiano (1947-), futbolista profesional.